# Cubachipteria mayariana
Cubachipteria mayariana är en kvalsterart som först beskrevs av Palacios-Vargas och Socarrás 200.  Cubachipteria mayariana ingår i släktet Cubachipteria och familjen Achipteriidae. Inga underarter finns listade i Catalogue of Life.